# Piccadilly Jim (1936)
Piccadilly Jim is een Amerikaanse filmkomedie uit 1936 onder regie van Robert Z. Leonard. Het scenario is gebaseerd op de gelijknamige roman uit 1917 van de Britse auteur P.G. Wodehouse.

## Verhaal
De Amerikaanse karikaturist Jim Crocker is werkzaam in Londen. Hij laat zijn oog vallen op de knappe Ann Chester. De vader van Jim is verliefd op de rijke Eugenia. De familie van Eugenia keurt hun relatie af en daarom wreekt Jim zich op hen in zijn spotprenten. Dan blijkt dat ook Ann deel uitmaakt van die familie.

## Rolverdeling
| Acteur            | Personage         |
| ----------------- | ----------------- |
| Robert Montgomery | James Crocker jr. |
| Frank Morgan      | James Crocker sr. |
| Madge Evans       | Ann Chester       |
| Eric Blore        | Bayliss           |
| Billie Burke      | Eugenia Willis    |
| Robert Benchley   | Bill Macon        |
| Ralph Forbes      | Freddie Priory    |
| Cora Witherspoon  | Nesta Pett        |
| Tommy Bupp        | Ogden Pett        |
| Aileen Pringle    | Paducah Pomeroy   |
| Grant Mitchell    | Herbert Pett      |
| E.E. Clive        | Bill Mechan       |
| Billy Bevan       | Taxichauffeur     |
| Grayce Hampton    | Mevrouw Brede     |